# Hubert Gembarzewski
Hubert Gembarzewski (ur. 21 kwietnia 1938 w Częstochowie) – polski prof. dr hab. nauk rolniczych.

## Życiorys
Syn Ludomira, herbu Abdank, wnuk pułkownika Bronisława Gembarzewskiego – założyciela Muzeum Wojska Polskiego w Warszawie.

### Wykształcenie
Studia wyższe ukończył w 1961 roku na Wydziale Rolniczym Wyższej Szkoły Rolniczej we Wrocławiu. Stopień doktora nauk rolniczych (1969) jak również doktora habilitowanego (1978) otrzymał na macierzystej uczelni.
Tytuł profesora uzyskał w 1990 roku na wniosek Rady Naukowej IUNG (Instytut Uprawy Nawożenia i Gleboznawstwa) z rąk prezydenta Lecha Wałęsy.

### Działalność naukowa
Jego działalność naukowa rozpoczęła się na Akademii Rolniczej we Wrocławiu, gdzie był zatrudniony w charakterze asystenta w Katedrze Łąk i Pastwisk.
Po odejściu z uczelni przez pewien czas pracował jako projektant i weryfikator w Biurze Projektów Wodno-Melioracyjnych, a następnie rozpoczął studia doktoranckie w Pracowni Sudeckiej PAN we Wrocławiu, które ukończył obrona pracy wyróżnionej prestiżową nagrodą V Wydziału Polskiej Akademii nauk w 1971 r.
Będąc pracownikiem PAN w latach 1969-1975 prowadził badania na temat ekologicznej i florystycznej charakterystyki pastwisk kwaterowych w Sudetach, które były podstawą obrony pracy habilitacyjnej.
Jako pracownik Zakładu Ochrony Przyrody i Zasobów Naturalnych PAN poszerzył swoje zainteresowanie naukowe o problemy związane z ochroną środowiska naturalnego. Po awansie na kierownika zespołu w 1976 r. pracował nad systemem użytkowania terenów górskich w obrębie zlewni chronionych, jak również interesował się wpływem rolnictwa na eutrofizację wód i oddziaływaniem zakładów na środowisko naturalne.
W styczniu 1979 r. otrzymał nominacje na kierownika Stacji Sudeckiej Zakładu Ochrony Przyrody i Zasobów Naturalnych Polskiej Akademii Nauk we Wrocławiu.
Od grudnia 1979 r. podjął pracę w zakładzie Agrochemicznej Obsługi Rolnictwa IUNG we Wrocławiu, gdzie na stanowisku docenta kierował Pracownią Nawożenia Mikroelementami.
W tym czasie był kierownikiem celu nr5 w Centralnym Programie Badawczo-Rozwojowym "Opracowanie i wdrożenie nawożenia mikroelementami". Efektem tych badań był pierwszy w Polsce atlas dotyczący zawartości rozpuszczalnych form mikroelementów w glebach, za który został wyróżniony nagrodą Ministra Rolnictwa i Gospodarki Żywnościowej I stopnia.
W latach 1980–1990 brał czynny udział w wielu sympozjach w Europie jako prelegent.

### Przynależność do towarzystw naukowych
Profesor należał do wielu towarzystw naukowych i branżowych, jak np.:
- Komitet Zagospodarowania Ziem Górskich PAN,
- Zarząd VII Wydziału Wrocławskiego Towarzystwa Naukowego,
- Zarząd Oddziału Polskiego Towarzystwa Gleboznawczego we Wrocławiu,
- Komisja Nauk Rolniczych Oddziału PAN we Wrocławiu,
- Polskiego Towarzystwa Nauk Agrotechnicznych,
- Polskiego Towarzystwa Łąkarskiego.

Od 1994 roku pełnił również funkcję przewodniczącego Normalizacyjnej Komisji Problemowej ds. Fizyki Gleby w Polskim Komitecie Normalizacji w Międzynarodowej Organizacji Normalizacyjnej ISO w Komisji Jakości Gleby.